# 金城鎮 (金門縣)
金城鎮，隸屬中華民國福建省金門縣，位於金門島西南角，金門縣縣治所在地，金門本島的政經文化及交通中心。全鎮人口約4.3萬人，約佔全金門縣總人口的三成，是金門縣人口最多、人口密度最高的行政區。

## 歷史

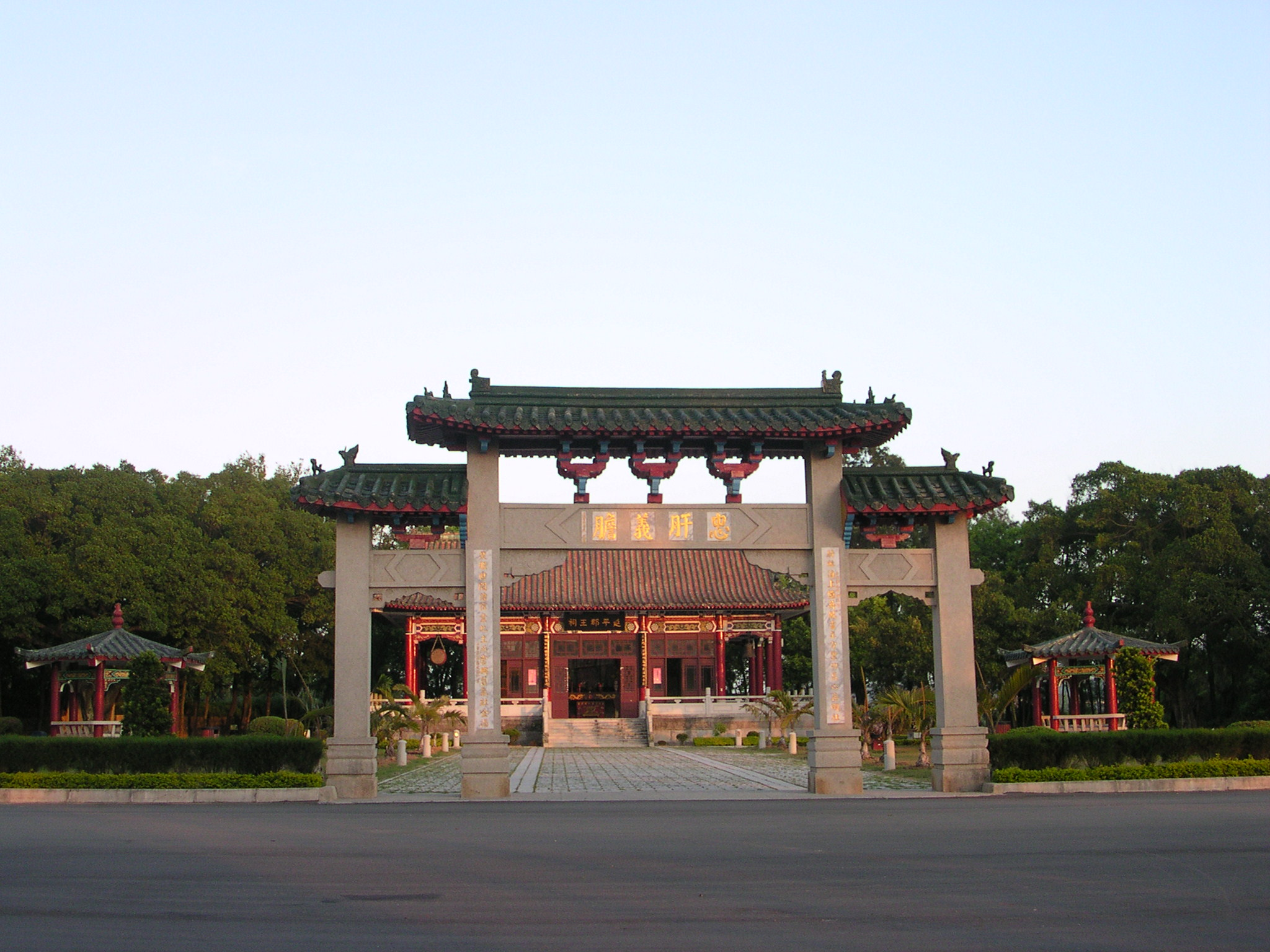
金門延平郡王祠

明洪武年間江夏侯周德興戍海疆，建築金門城以禦倭寇。清康熙十九年（1680年）總兵陳龍移駐後浦，金門軍政、經濟中心逐漸轉移，包括金門鎮總兵署、浯江書院紛紛設立，地方官員及鄉紳亦捐資修築海堤、城隍廟、奎閣等，地方經濟也蓬勃發展，構成今日城區的主要區域。

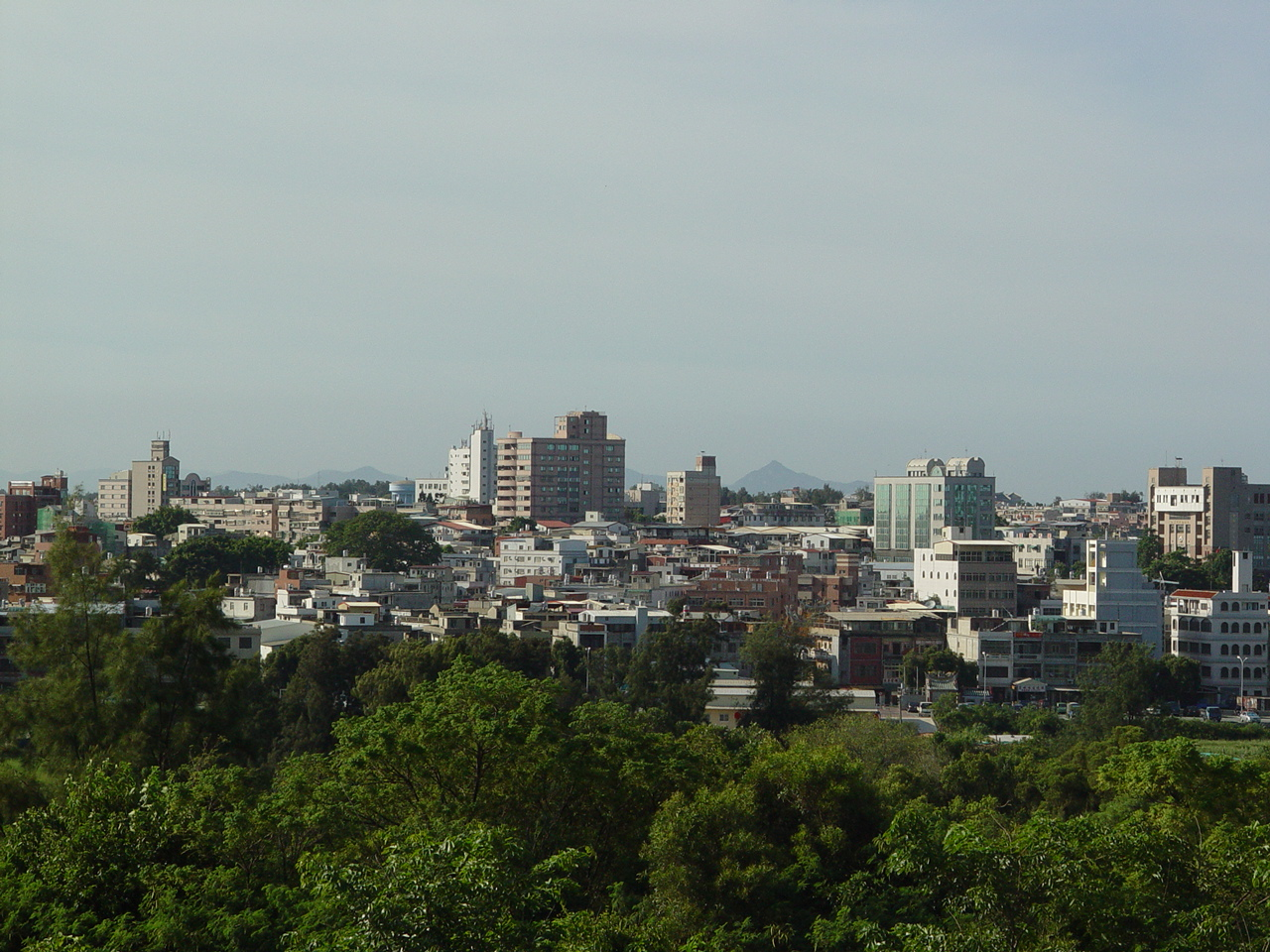
金城市區

1915年金門縣設縣，金城地區隸屬第一都，1935年試行地方自治時改第一區，1945年改珠浦鎮，1946年與古湖鄉合并為珠美鎮，1949年古寧頭戰役後設立「城廂區公所」，隸屬金門第二民政處，管轄東門、西門、南門、北門四個里，1950年5月金門行政公署成立，1953年2月恢復縣制後實施地方自治，選舉鎮長，改稱為金城鎮，1965年九月併編金山鄉（除東洲併入金寧鄉外）餘金水、古城、珠沙、垵湖、賢庵等五個行政村，包括原轄東門、南門、西門、北門四個里，計九個行政村里。1975年二月精簡所轄村里，將垵湖村裁撤，其原轄后湖、上下后垵併入金寧鄉榜林村，泗湖併入珠沙村，縮編為現有的東門、西門、南門、北門、賢庵、金水、古城、珠沙八個里。1992年11月，終止戰地政務，鄉鎮公所組織規程，依地方自治綱要第卅四條規定訂定之。

## 地理

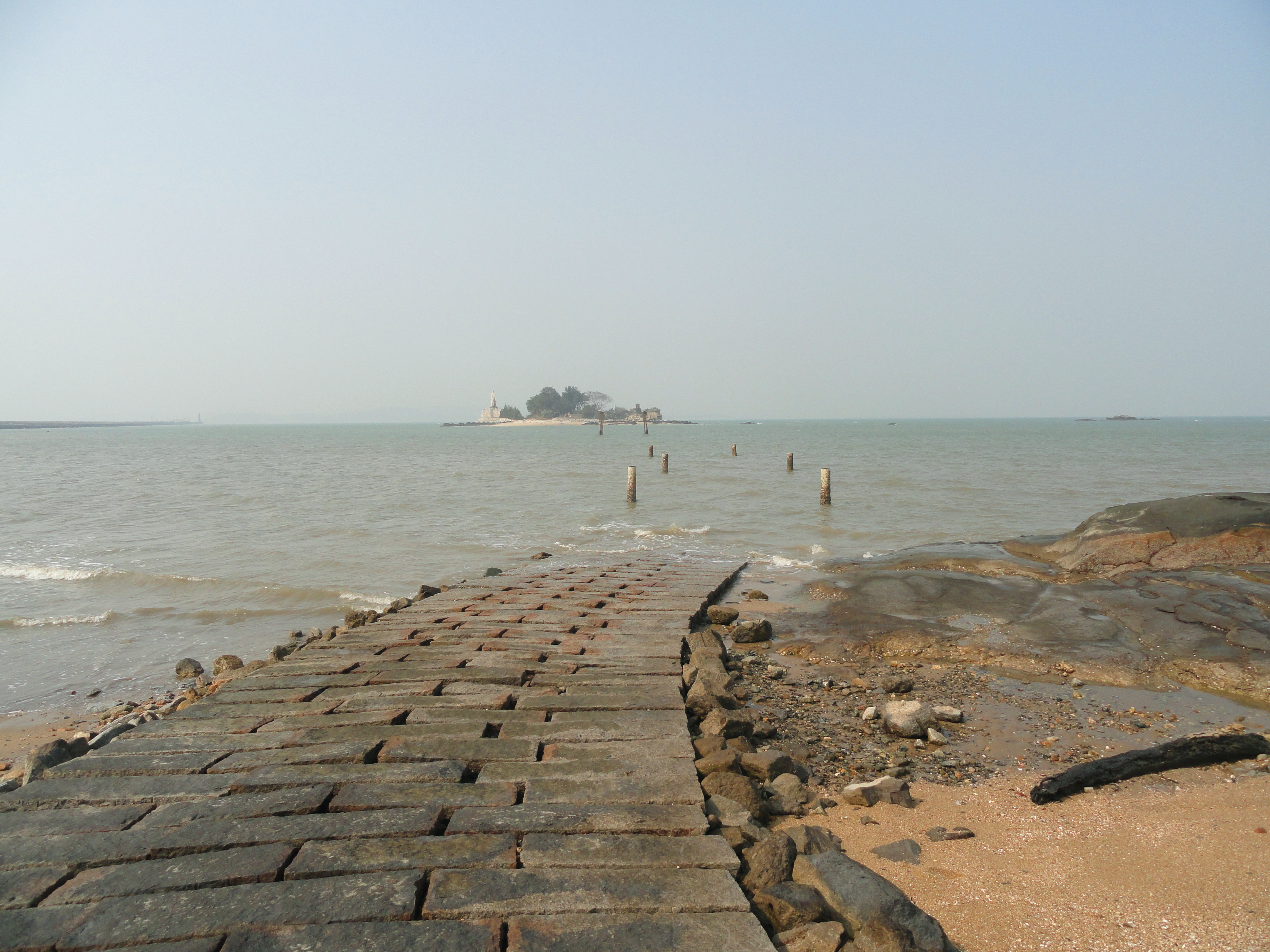
建功屿，当海水退潮后人可直接走上岸

### 地形與水文
金城鎮的地形大致可以分為東北部紅土台地、西南部淺丘平原以及海岸帶，最高點太文山海拔79米。紅土台地遭流水侵蝕，地形崎嶇，淺丘平原海拔不超過30米，海岸以沙岸為主，東沙溪、浯江溪流經鎮境。

### 氣候
金城鎮氣候溫和，5月至10月的平均氣溫均在25度以上，1月平均氣溫12.9度，7月平均氣溫28.2度。4月至9月降水量均在100毫米以上，10月至3月均在40毫米之下，降水來源主要為梅雨和颱風雨。

### 人口
根據金門縣政府民政處及內政部戶政司統計，2024年底金城鎮戶數約1.4萬戶，人口約4.3萬人，人口密度每平方公里約1,967人，是金門縣人口最多、人口密度最高的行政區，在中華民國所有鎮中人口密度排行第五高。鎮內人口最多與最少的里分別是西門里與金水，2024年底兩里人口分別為10,821人與2,499人，其中西門里也是金門縣人口最多且唯一超過1萬人的村里。金城鎮人口的年齡構成中，有8.61%是0至14歲人口，71.85%是15至64歲人口，19.54%是65歲以上人口，是金門縣青壯年人口佔比最低的行政區。

## 政治

### 歷任首長
- 珠浦鎮長：許乃協
- 城廂區長：蔡世英
- 金城區長：王秉垣
- 縣府派代：洪安鎮
- 金城區長：吳水池
- 金城鎮長：王秉垣→廖國雄→丘員
- 試辦民選鎮長：石炳炎

正式民選後
- 第1、2屆鎮長：許績永
  - 副鎮長代理：符文敏
- 第3、4屆鎮長：鄭慶利
- 第5屆鎮長：徐文理(任內過世)
  - 副鎮長代理：陳世基
  - 第5屆補選鎮長：許永鎮
- 第6、7屆鎮長：許金象
- 第8、9屆鎮長：蔡輝詩
- 第10、11屆鎮長：石兆瑉
- 第12、13屆鎮長：李誠智（現任）

### 鎮政組織

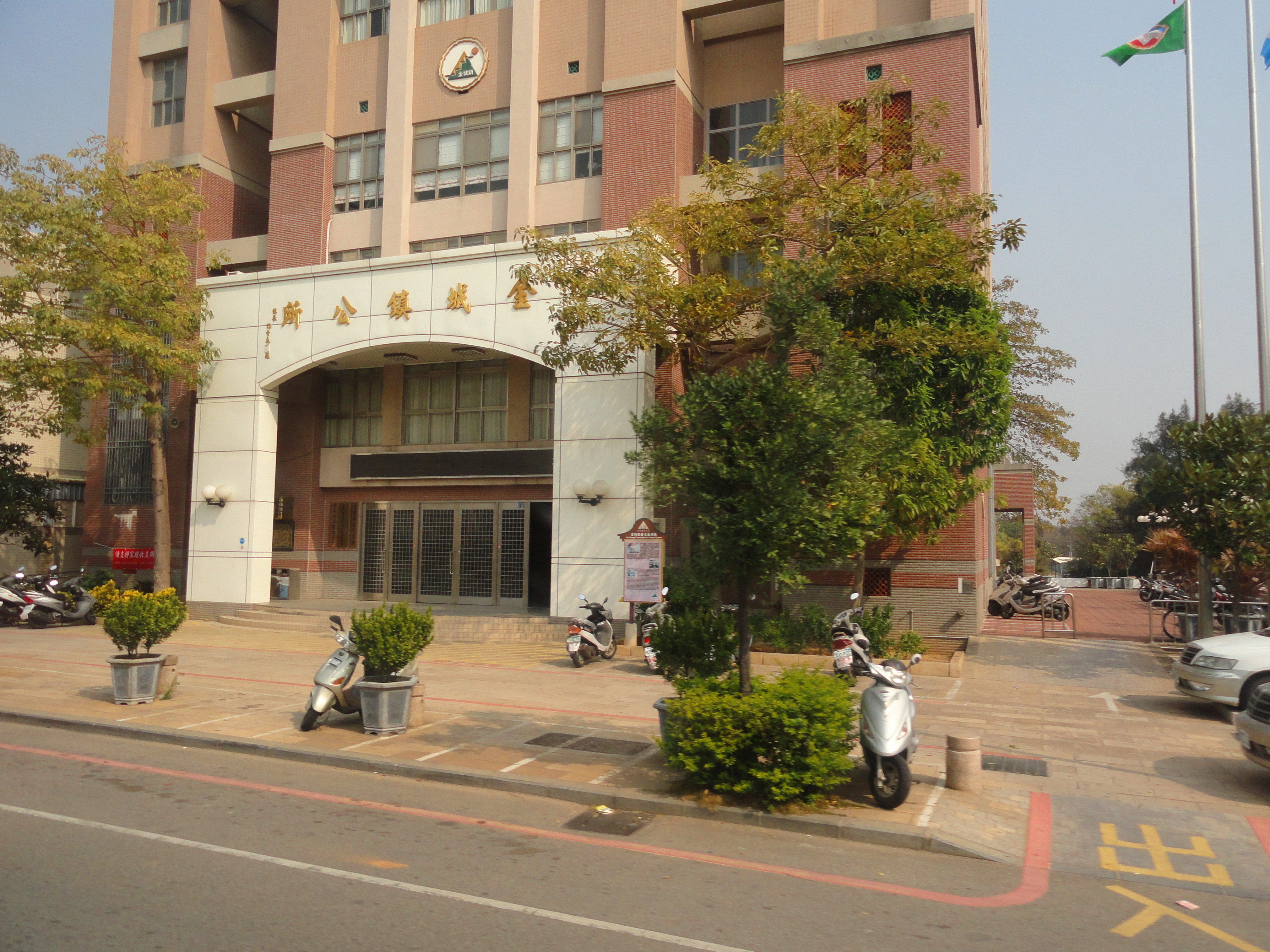
金城镇公所

金城鎮公所是金城鎮最高層級的地方行政機關，在中華民國政府架構中為鎮自治的行政機關，同時負責執行縣政府及中央機關委辦事項，金城鎮的自治監督機關為金門縣政府。鎮長由全體鎮民直接選舉產生，任期為四年，可連選連任一次。金城鎮公所並置鎮政會議，為鎮政最高決策機構，在鎮長之下，設有6課2室等8個內部單位。
金城鎮民代表會是金城鎮的最高民意機關，代表金城鎮全體鎮民立法和監察鎮政。鎮民代表由公民直選選出，任期為四年，可連選連任。金城鎮民代表會共有11位鎮民代表，選區劃分上為不分區，主席、副主席由11位鎮民代表互選產生。

### 行政區
- 北門里、西門里、東門里、珠沙里、古城、金水、南門里、賢庵里

## 教育
| 學校名稱                         | 所在地 | 學區 | 教師數 | 學生數 | 校史沿革 | 網址                   |
| -------------------------------- | ------ | ---- | ------ | ------ | --- | ---------------------- |
| 國立金門高級中學                 | 市區   |      |        |        | 1951年福建省立金門中學 1972年福建省立金門高級中學 1984年國立金門高級中學 |                        |
| 金門縣立金城國民中學             |        |      |        | 1083   | 1964年 | （页面存档备份，存于） |
| 金門縣金城鎮中正國民小學         |        |      |        |        | 1915年縣立第一高等小學 1932年浯江小學 1937年金門公立第一小學 1945年珠浦鎮中心國民學校 1950年城廂中心國民學校 1951年金門示範中心國民學校 1953年金門縣示範中心國民學校 1963年金城鎮中心國民學校 1967年金城國民學校 1978年金門縣立中正國民小學 1990年金門縣金城鎮中正國民小學 | （页面存档备份，存于） |
| 金門縣金城鎮賢庵國民小學         |        |      |        |        | | （页面存档备份，存于） |
| 金門縣金城鎮賢庵國民小學垵湖分校 |        |      |        |        | | （页面存档备份，存于） |
| 金門縣金城鎮賢庵國民小學金水分校 |        |      |        |        | | （页面存档备份，存于） |
| 金門縣金城鎮古城國民小學         |        |      |        |        | | （页面存档备份，存于） |

## 交通

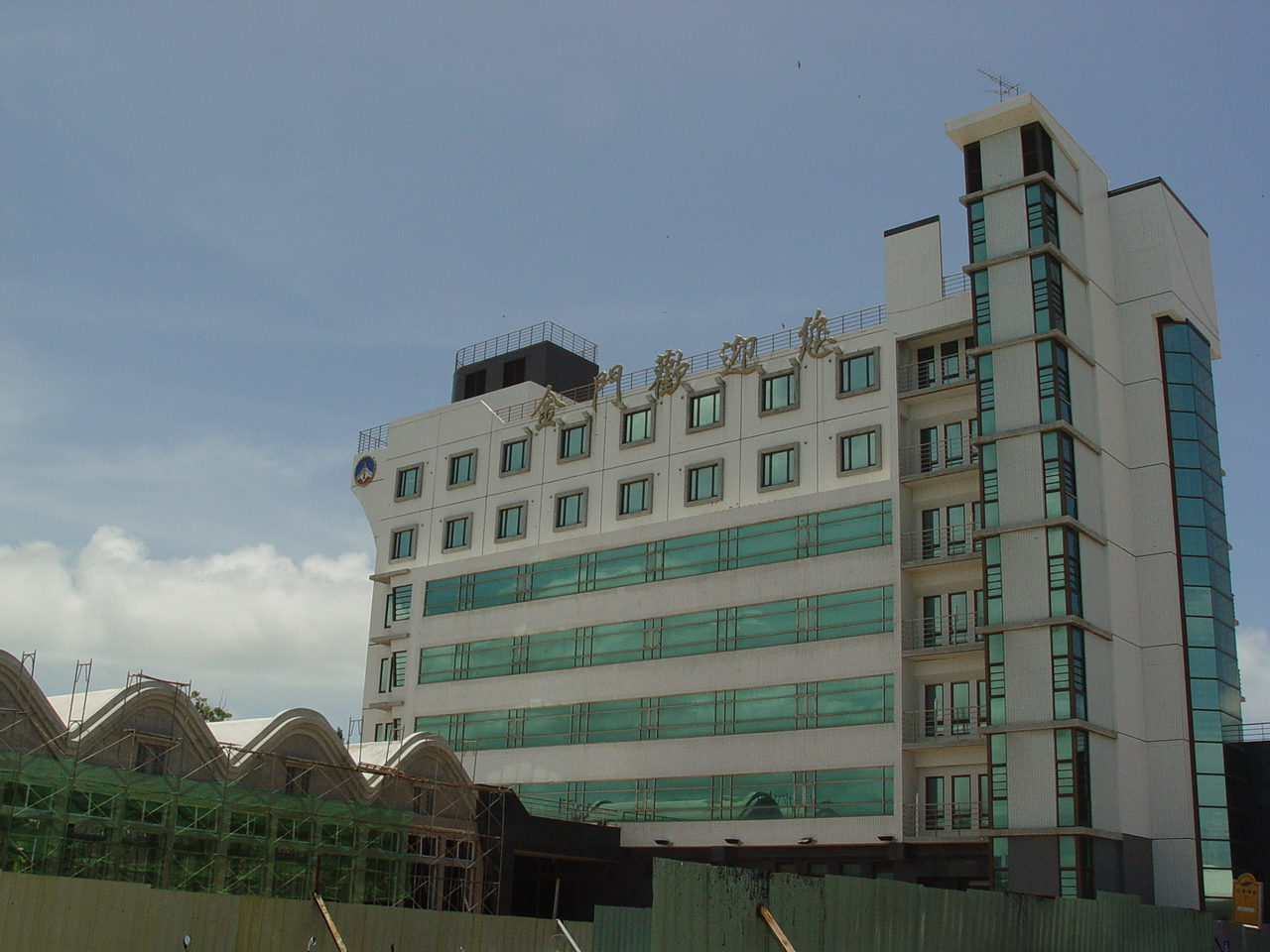
金門水頭碼頭的海關大廈

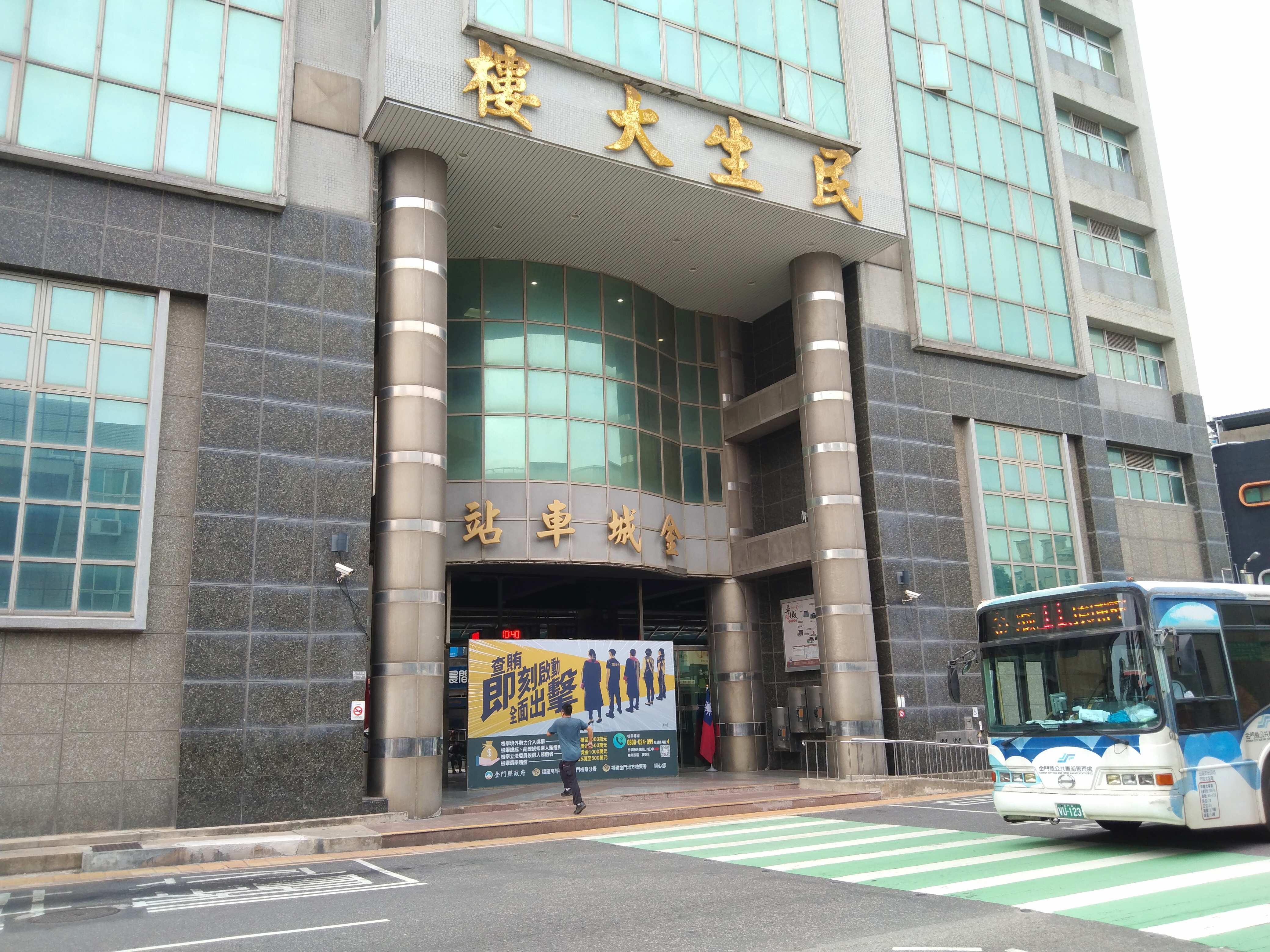
金城車站

### 金門縣公車
- 金城車站

## 旅遊

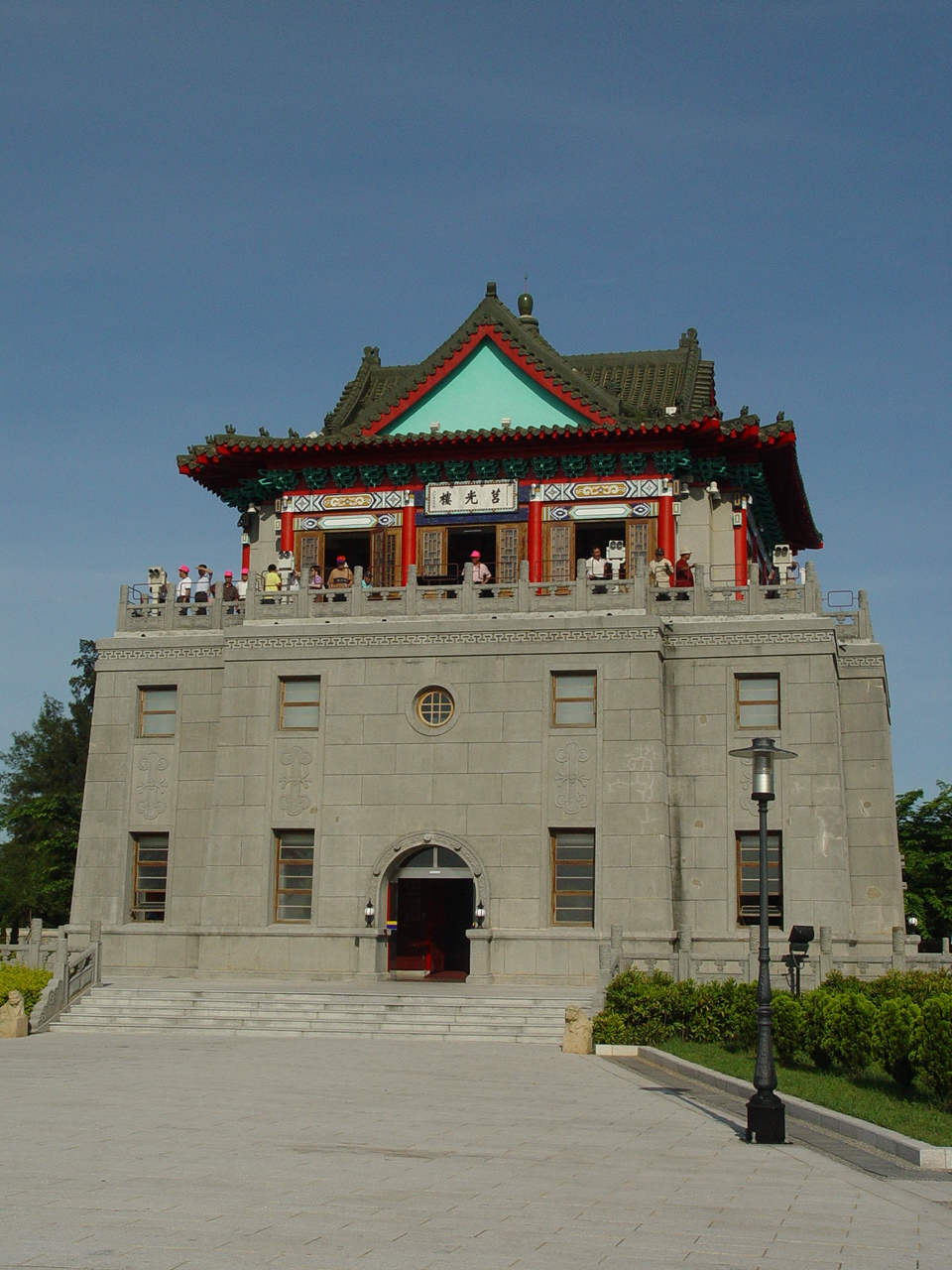
莒光樓

文臺寶塔

### 古蹟風貌
- 邱良功母節孝坊（國定古蹟）
- 文臺寶塔（國定古蹟）
- 水頭黃氏酉堂別業（國定古蹟）
- 虛江嘯臥碣群（國定古蹟）
- 金門朱子祠（國定古蹟）
- 清金門鎮總兵署（縣定古蹟）
- 魁星樓（奎閣）（縣定古蹟）
- 豐蓮山牧馬侯祠（縣定古蹟）
- 莒光樓（縣定古蹟）
- 小西門模範廁（縣定古蹟）
- 明遺老街（明故老街）：金門現存最古老的街道。[10]
- 金門守禦千戶所城（金門城）、北門城樓
- 漢影雲根碣（縣定古蹟）
- 盧若騰故宅及墓園（縣定古蹟）
- 燕南書院

### 其他景點
- 天后宮
- 古崗湖
- 吳公亭
- 金水國小
- 建功嶼
- 海濱公園
- 珠山聚落
- 歐厝聚落
- 模範街
- 藥井
- 水頭古厝
- 水頭碼頭延平郡王祠
- 石雕公園及伯玉亭
- 牧馬侯祠
- 浯島城隍廟
- 得月樓
- 酉堂別業
- 翟山坑道
- 觀音亭

## 民俗慶典
- 浯島城隍祭 （页面存档备份，存于）

## 特色活動
- 和平愛戰地文化體驗營遊會
- 翟山坑道音樂節

## 特產
- 風獅爺
- 貢糖
- 高粱酒
- 花崗石
- 砲彈鋼刀

## 外部連結
- 金城鎮公所 （页面存档备份，存于）
- 金城今晨的Facebook專頁